# Лорти, Луи
Луи Лорти OC CQ (фр. Louis Lortie; род. 27 апреля 1959, Монреаль) — канадский пианист.
Учился у Ивонны Юбер, Марка Дюрана и других известных канадских педагогов. Гастролировал в качестве солиста, начиная с 1978 г. В 1984 г. стал лауреатом Международного конкурса пианистов имени Бузони, в том же году был удостоен в Канаде Премии Вирджинии Паркер лучшему молодому музыканту, в дальнейшем завоевал ряд других национальных музыкальных наград, включая четыре премии «Джуно» за лучший сольный классический альбом (1990, 1992—1994). С 1997 г. живёт преимущественно в Берлине.
Среди наиболее признанных достижений Лорти — концертные исполнения и записи всех фортепианных произведений Равеля, всех сочинений для фортепиано с оркестром Листа и широкого круга произведений Бетховена (не только всех 32 сонат, но и всех сонат для скрипки и фортепиано, вместе со скрипачом Джеймсом Энесом).